# Норман Фостер
Норман Роберт Фостер, Барон Фостер од обале Темзе (енгл. Norman Foster, Baron Foster of Thames Bank; Манчестер, 1. јун 1935) је енглески архитекта. Студирао је у Манчестеру и Јејлу.
Фостер је други британски архитекта који је добио Стирлингову награду два пута. Добио је и Прицкерову награду 1999. године.

## Одабрана дела
Има успешну каријеру и велики број пројеката међу којима и:
- Торањ Комерц Банке у Франкфурту
- ХСБЦ торањ и Аеродром у Хонгконгу
- Терминал на аеродрому у Лондону
- метро у Билбаоу, Шпанија
- Миленијумски мост у Лондону (1999)
- Рајхстаг у Берлину (1999)